# Roots (альбом Gipsy Kings)
Roots (в переводе с англ. — «корни») — альбом группы Gipsy Kings, выпущенный в 2004 году.

## Об альбоме
Летом 2003 года основные члены Gipsy Kings — гитаристы и исполнители семейств Рейес и Бальярдо расположились в частном поместье в маленьком городке Сан Андре-де-Бюгэ на юге Франции, где при участии продюсера альбома Крэйга Стрита и записали новый альбом, который был выпущен звукозаписывающей компанией Nonesuch Records 16 марта 2004 года. Впервые за несколько последних лет группа записала диск практически без ударных, без синтезатора и электрогитары, вернувшись к истокам фламенко.
В записи «Roots» участвовали Николас и Кану, Андре, Пачай и Пабло Рейес, а также Тонино, Диего и Пако Бальярдо. A басист Грэг Коэн, (известный своими работами с Томом Уэйтсом, Марисой Монте и Дэвидом Дугласом) составил им компанию. Ударник Сиро Баптиста и аккордеонист Гарт Хадсон, тоже принимали участие в создании альбома.
«Мы устали ездить в Париж, как для наших прежних пяти альбомов, с той же самой командой и продюсерами», — говорил Андре Рейес. «Это было замечательным изменением, — добавил его брат Николас, ведущий солист „Королей“. — Мы вернулись назад, к простоте, к комнатке, которая заставляет нас чувствовать себя как дома, без всех этих машин. Мы играли как в старые добрые времена в цыганском таборе, с гитарами и пальмас, и вокруг импровизированного костра».
Стрит сказал: «Эти парни — действительно потрясающие музыканты, что нечасто сейчас встречается в музыке. Все их намерения и цели, все, что вы слышите в этих записях — все это происходило в том старом доме. „Короли“ играют вживую, только изредка отдельно от соло или баса».

## Список композиций
1. Aven, Aven (4:39)
2. Legende (4:14)
3. Fandango (Patchai) (1:31)
4. Bolerias (4:37)
5. Rhythmic (4:12)
6. Como Siento Yo (3:23)
7. Amigo (3:47)
8. Tarantas (3:00)
9. Fandango (Nicolas) (2:41)
10. Boogie (3:25)
11. Nuages (3:10)
12. Como Ayer (3:26)
13. Soledad (5:58)
14. Tampa (3:08)
15. Hermanos (3:07)
16. Petite Noya (3:39)

## Участники записи
Gipsy Kings
- Николас Рейес: основной вокал, гитара, пальмас
- Тони Бальярдо: основная гитара, пальмас
- Пако Бальярдо: гитара, compas, пальмас
- Андре Рейес: вокал, гитара, пальмас
- Кану Рейес: вокал, гитара
- Пачай Рейес: вокал, гитара
- Диего Бальярдо: вокал, гитара, пальмас
- Пабло Рейес: гитара

а также:
- Микаил Бальярдо : кахон
- Грэг Коэн : двойной бас, arco
- Сиро Баптиста : ударные
- Гарф Хадсон : аккордеон
- Якуба Сиссоко : кора
- Бачир Мокари : дарбука
- Тити : пальмас